# فالح حسين
فالح صالح حسين (1948 - ) هو كاتب وأكاديمي ومؤرخ فلسطيني.

## حياته
ولد فالح حسين في بلدة زيتا عام 1368 هـ / 1948م، تلقى تعليمه الابتدائي والإعدادي فيها، بعد ذلك انتقل إلى بلدة عتيل لإكمال دراسته الثانوية، وتخرج فيها عام 1967، سافر إلى الأردن ليكمل دراسته في كلية الآداب بقسم التاريخ في الجامعة الأردنية، وحصل على البكالوريوس عام 1974، والماجستير عن أطروحته "الحياة الزراعية في بلاد الشام في العصر الاموي "، وحاصل على الدكتوراه من قسم الدراسات الشرقية في جامعة هايدلبرغ، ألمانيا الاتحادية، عن أطروحته "نظام الضرائب في مصر منذ الفتح العربي حتى قيام الدولة الطولونية 19 هـ / 639 م - 254 هـ / 886 م، وقد صدرت بالألمانية عام 1986.
عمل مدرساً في الجامعة الأردنية منذ عام 1982 - 1988م، وهو أستاذ مشارك منذ عام 1988 م، وحصل على رتبة أستاذ عام 1995، وعمل لمدة عام في مؤسسة آل البيت للفكر الإسلامي، وكان مشرفاً على مشروع فهرست التراث الإسلامي المخطوط 1991 - 1992.

## أعماله

### مؤلفات
1. الحياة الزراعية في بلاد الشام في العصر الاموي ، عمان - 1978 م.
2. تحقيق الجزء الخامس من كتاب البرق الشامي، لعماد الدين الكاتب الأصفهاني، مؤسسة عبد الحميد شومان - عمان 1987.
3. الفهارس التحليلية للاقتصاد الإسلامي، ج ۳، أوراق البردي العربية، نصوص ودراسة، مؤسسة آل البيت، عمان 1985.